# 2-oksoizovalerat dehidrogenaza (acilacija)
2-oksoizovalerat dehidrogenaza (acilacija) (EC 1.2.1.25, 2-oksoizovaleratna dehidrogenaza, alfa-ketoizovaleratna dehidrogenaza) je enzim sa sistematskim imenom 3-metil-2-oksobutanoat:NAD+ 2-oksidoreduktaza (KoA-metil-propanoilacija). Ovaj enzim katalizuje sledeću hemijsku reakciju
3-metil-2-oksobutanoat + KoA + NAD+ {\displaystyle \rightleftharpoons } 2-metilpropanoil-KoA + CO2 + NADH
Ovaj enzim takođe deluje na (S)-3-metil-2-oksopentanoat i 4-metil-2-oksopentanoat.

## Literatura
- Nicholas C. Price; Lewis Stevens (1999). Fundamentals of Enzymology: The Cell and Molecular Biology of Catalytic Proteins (Third изд.). USA: Oxford University Press. ISBN 019850229X.
- Eric J. Toone (2006). Advances in Enzymology and Related Areas of Molecular Biology, Protein Evolution (Volume 75 изд.). Wiley-Interscience. ISBN 0471205036.
- Branden C; Tooze J. Introduction to Protein Structure. New York, NY: Garland Publishing. ISBN 0-8153-2305-0.
- Irwin H. Segel. Enzyme Kinetics: Behavior and Analysis of Rapid Equilibrium and Steady-State Enzyme Systems (Book 44 изд.). Wiley Classics Library. ISBN 0471303097.
- William P. Jencks (1987). Catalysis in Chemistry and Enzymology. Dover Publications. ISBN 0486654605.

## Spoljašnje veze
- 2-oxoisovalerate+dehydrogenase+(acylating) на 